# Сфенела
Сфенела (др.-греч. Σθενέλη) — имя нескольких персонажей древнегреческой мифологии.
- Одна из 50 данаид, дочь Даная от Мемфиды (наряду с Клито и Хрисиппой). Вместе с отцом и сёстрами бежала из Египта в Аргос, там была настигнута двоюродными братьями Египтиадами и принуждена к браку с одним из них, Сфенелом (по словам Псевдо-Аполлодора, в этом случае выбор произошёл «без жребия, по сходству имён»). В первую брачную ночь Сфенела убила жениха. Позже отец выдал её за одного из победителей в специально устроенных состязаниях[1]. В царстве мёртвых Сфенеле было суждено вместе с сёстрами вечно наполнять бездонную бочку[2].

- Дочь царя Иолка Акаста, жена Менетия и мать Патрокла. Согласно Псевдо-Аполлодору, альтернативные варианты мифа называют  матерью Патрокла Периопиду, дочь Ферета, и Полимелу, дочь Пелея[3], у Псевдо-Гигина в этом качестве упоминается Филомела[4][5].

- Один из источников сообщает, что Сфенелой звали мать Кикна, любовника Фаэтона. Возможно, в этом случае произошла простая путаница: отца Кикна звали Сфенел[6].